# Фанерне селище
Фанерне селище — історична місцевість Києва, колишнє селище. Було розташоване в межах сучасних вулиць Фанерної, Березневої, Харківського шосе і залізниці, за кілометр від залізничної станції Дарниця.

## Історія
У 1910-х роках при фанерному заводі, який виник 1909 року, утворилося невелике робітниче поселення. Забудова селища складалась із декількох двоповерхових будинків, споруджених не пізніше кінця 1920-х. У 1932 році на фанерному заводі працювало 465 працівників. 1935 року селище стало частиною нового району Києва — Дарницького. Водночас, уже в 1939 році населення самого селища становило 1 783 жителів, з яких 758 працювали на заводі. 1943 року завод і селище було зруйноване.
Фанерний завод остаточно став до ладу лише в 1948 році, було відбудовано і селище. У кінці 1940-х років у Фанерному селищі сформувалося 6 вулиць. Однак в 1950-ті селище поступово знесли, зараз на його місці постала промислова забудова.